# Discografia de Shawn Mendes
O cantor e compositor canadense Shawn Mendes lançou três álbuns de estúdio, dois álbuns ao vivo, duas reedições, três extended plays (EPs), 20 videoclipes, dezesete singles (incluindo dois como artista convidado) e nove singles promocionais. Todos os seus álbuns de estúdio estrearam em primeiro lugar no Canadá e nos Estados Unidos.
Mendes lançou seu primeiro single "Life of the Party" em junho de 2014, que estreou no top 25 da Billboard Hot 100 dos EUA, tornando-o o artista mais jovem a estrear no top 25 da Hot 100 com sua música de estreia. Ele seguiu com o lançamento de um EP em julho de 2014, The Shawn Mendes EP, que estreou no quinto lugar na Billboard 200.
Seu primeiro álbum de estúdio, Handwritten (2015), estreou no número um na Billboard 200 com 119.000 unidades de álbum equivalentes, vendendo 106.000 cópias na primeira semana. "Something Big" foi lançado como o segundo single do álbum em 7 de novembro de 2014, eventualmente chegando ao número 80. O terceiro single do álbum, "Stitches", se tornou um sucesso internacional, chegando ao número um no Reino Unido, número quatro na Billboard Hot 100 dos EUA, número um na Billboard Adult Top 40 e número um na Billboard Adult Contemporary, tornando-se sua primeira entrada no UK Singles Chart e seu primeiro top 10 nos EUA. Em novembro de 2015, Mendes e Camila Cabello, na época integrante do grupo Fifth Harmony, lançaram a música colaborativa "I Know What You Did Last Summer". A música foi incluída na reedição do Handwritten, o Handwritten Revisited.
Mendes lançou seu segundo álbum de estúdio Illuminate em 2016, que também estreou no primeiro lugar na parada da Billboard 200 dos EUA com 145.000 unidades de álbum equivalentes, vendendo 121.000 cópias na primeira semana. Seu primeiro single "Treat You Better" alcançou a sexta posição no Hot 100, o segundo single "Mercy" alcançou a posição 15, e o terceiro single "There's Nothing Holdin' Me Back" alcançou a sexta posição. Os três singles alcançaram o primeiro lugar nas paradas Adult Top 40 e Adult Contemporary Airplay, fazendo de Mendes o primeiro artista a ter três singles em primeiro lugar na última parada antes de completar 20 anos.
Em março de 2018, Mendes lançou "In My Blood" como o single principal de seu terceiro álbum autointitulado. Alcançou a posição onze no Hot 100 e o número um no Adult Top 40, fazendo de Mendes o primeiro artista a ter quatro singles no topo da última parada antes de completar 20 anos. Seu segundo single "Lost in Japan" foi lançado no dia seguinte. Ele lançou "Youth", "Where Were You in the Morning?" e "Nervous" como singles em maio. No mesmo mês, ele lançou seu terceiro álbum de estúdio autointitulado, que estreou como número um nos Estados Unidos, Canadá, Austrália e várias paradas musicais europeias. Em 2019, Mendes lançou sua segunda colaboração com Cabello, "Señorita", que ficou no topo da Billboard Hot 100.

## Álbuns

### Álbuns de estúdio
| Álbum        | Detalhes | Melhores posições nas tabelas | Melhores posições nas tabelas | Melhores posições nas tabelas | Melhores posições nas tabelas | Melhores posições nas tabelas | Melhores posições nas tabelas | Melhores posições nas tabelas | Melhores posições nas tabelas | Melhores posições nas tabelas | Melhores posições nas tabelas | Certificações                                                                                                  | Vendas                          |
| Álbum        | Detalhes | CAN                           | AUS                           | DIN                           | ALE                           | ITA                           | NOR                           | NZL                           | SUE                           | UK                            | EUA                           | Certificações                                                                                                  | Vendas                          |
| ------------ | --- | ----------------------------- | ----------------------------- | ----------------------------- | ----------------------------- | ----------------------------- | ----------------------------- | ----------------------------- | ----------------------------- | ----------------------------- | ----------------------------- | --- | ------------------------------- |
| Handwritten  | - Lançamento: 14 de abril de 2015 - Gravadoras: Island - Formatos: CD, LP, download digital, streaming            | 1                             | 18                            | 2                             | 43                            | 10                            | 1                             | 18                            | 4                             | 12                            | 1                             | - : Ouro - : Platina - : Platina - : 2× Platina - : Ouro - : Platina - : Ouro - : Platina - : Ouro - : Platina | - CAN: 90,000 - EUA: 466,000    |
| Illuminate   | - Lançamento: 23 de setembro de 2016 - Gravadoras: Island - Formatos: CD, LP, download digital, streaming         | 1                             | 3                             | 1                             | 2                             | 3                             | 1                             | 2                             | 1                             | 3                             | 1                             | - : Ouro - : Ouro - : Ouro - : Ouro - : Ouro - : Platina - : 2× Platina                                        | - EUA: 376,000 - Mundo: 600,000 |
| Shawn Mendes | - Lançamento: 25 de maio de 2018 - Gravadoras: Island - Formatos: CD, LP, download digital, streaming             | 1                             | 1                             | 2                             | 3                             | 2                             | 2                             | 2                             | 5                             | 3                             | 1                             | - : Platina - : Ouro - : Ouro - : Ouro - : Ouro - : Platina                                                    | - EUA: 281,000                  |
| Wonder       | - Lançamento: 4 de dezembro de 2020 - Gravadoras: Island - Formatos: CD, LP, cassete, download digital, streaming |                               |                               |                               |                               |                               |                               |                               |                               |                               |                               | |                                 |

### Relançamentos
| Título                | Detalhes                                                                                           | Certificações |
| --------------------- | -------------------------------------------------------------------------------------------------- | ------------- |
| Handwritten Revisited | - Lançamento: 20 de novembro de 2015 - Gravadoras: Island - Formatos: CD, CD+DVD, download digital | - : Ouro      |

### Álbuns ao vivo
| Título                        | Detalhes                                                                                      | Melhores posições nas tabelas | Melhores posições nas tabelas | Melhores posições nas tabelas | Vendas       |
| Título                        | Detalhes                                                                                      | CAN                           | ALE                           | US                            | Vendas       |
| ----------------------------- | --------------------------------------------------------------------------------------------- | ----------------------------- | ----------------------------- | ----------------------------- | ------------ |
| Live at Madison Square Garden | - Lançamento: 23 de dezembro de 2016 - Gravadoras: Island - Formatos: Download digital        | —                             | —                             | 200                           | - EUA: 8,000 |
| MTV Unplugged                 | - Lançamento: 3 de novembro de 2017 - Gravadoras: Island - Formatos: CD, download digital, LP | 35                            | 59                            | 71                            | - EUA: 8,000 |

## Extended plays
| Título                            | Detalhes                                                                                       | Melhores posições nas tabelas | Melhores posições nas tabelas | Melhores posições nas tabelas | Vendas         |
| Título                            | Detalhes                                                                                       | CAN                           | NZ                            | US                            | Vendas         |
| --------------------------------- | ---------------------------------------------------------------------------------------------- | ----------------------------- | ----------------------------- | ----------------------------- | -------------- |
| The Shawn Mendes EP               | - Lançamento: 28 de julho de 2014 - Gravadora: Island - Formato: CD, download digital          | 5                             | 36                            | 5                             | - EUA: 105,000 |
| Spotify Singles                   | - Lançamento:14 de novembro de 2018 - Gravadora: Island - Formato: Download digital, streaming | —                             | —                             | —                             |                |
| Shawn Mendes: The Album (Remixes) | - Lançamento: 21 de dezembro de 2018 - Gravadora: Island - Formato: Download digital           | —                             | —                             | —                             |                |

## Singles

### Como artista principal
| "Life of the Party"                                                                                       | 2014 | 9  | —  | —  | —  | —  | —  | 6  | 37 | 99  | 24 | - : 2× Platina - : Ouro - : Platina - : Platina - : Platina - : Ouro | Handwritten           |
| "Something Big"                                                                                           | 2014 | 11 | —  | —  | —  | —  | —  | —  | —  | 109 | 80 | - : Platina - : Platina | Handwritten           |
| "Stitches"                                                                                                | 2015 | 10 | 4  | 2  | 2  | 2  | 2  | 5  | 2  | 1   | 4  | - : 2× Platina - : 5× Platina - : 2× Platina - : 1× Platina - : 5× Platina - : 3× Platina - : 4× Platina - : 10× Platina - : 6× Platina - : 2× Platina                            | Handwritten           |
| "I Know What You Did Last Summer" (com Camila Cabello)                                                    | 2015 | 19 | 33 | 21 | 90 | 55 | 18 | —  | 24 | 42  | 20 | - : Platina - : Platina - : Prata - : Ouro - : Ouro - : Platina - : Platina - : Platina - : Ouro                                                                                  | Handwritten Revisited |
| "Treat You Better"                                                                                        | 2016 | 7  | 4  | 4  | 4  | 7  | 7  | 11 | 4  | 6   | 6  | - : Platina - : 2× Platina - : Ouro - : Platina - : Platina - : 2× Platina - 3× Platina - : Platina - : 3× Platina - : Platina - : 3× Platina - : Platina - : 4× Platina - : Ouro | Illuminate            |
| "Mercy"                                                                                                   | 2016 | 22 | 13 | 7  | 16 | 17 | 16 | 18 | 20 | 15  | 15 | - : 2× Platina - : 2× Platina - : Ouro - : 2× Platina - : Platina - : Platina - : Ouro                                                                                            | Illuminate            |
| "There's Nothing Holdin' Me Back"                                                                         | 2017 | 6  | 4  | 4  | 5  | 18 | 15 | 8  | 11 | 4   | 6  | - : Diamante - : 5× Platina - : 4× Platina - : 2× Platina - : 5× Platina - : 3× Platina - : 2× Platina - : 2× Platina - : 3× Platina - : Platina                                  | Illuminate            |
| "In My Blood"                                                                                             | 2018 | 9  | 9  | 12 | 8  | 35 | 10 | 13 | 11 | 10  | 11 | - : 2× Platina - : Platina - : Ouro - : Platina - : Ouro - : Platina - : Ouro | Shawn Mendes          |
| "Lost in Japan" (solo ou remix com Zedd)                                                                  | 2018 | 26 | 27 | 20 | 69 | 67 | —  | 32 | 55 | 30  | 48 | - : Platina - : Prata - : Ouro - : Platina - : Ouro | Shawn Mendes          |
| "Youth" (com Khalid)                                                                                      | 2018 | 22 | 19 | 14 | 43 | 57 | 18 | 22 | 23 | 35  | 65 | - : Platina - : Ouro - : Ouro | Shawn Mendes          |
| "Where Were You in the Morning?"                                                                          | 2018 | 81 | 67 | —  | —  | —  | —  | —  | 93 | 91  | —  | - : Ouro - : Ouro | Shawn Mendes          |
| "Nervous"                                                                                                 | 2018 | 66 | 51 | —  | 86 | —  | —  | —  | 71 | 54  | —  | - : Ouro | Shawn Mendes          |
| "If I Can't Have You"                                                                                     | 2019 | 2  | 4  | 5  | 14 | 31 | 11 | 4  | 10 | 9   | 2  | - : 3× Platina - : Platina - : Ouro - : Ouro - : Platina - : Platina - : Ouro | Shawn Mendes          |
| "Señorita" (com Camila Cabello)                                                                           | 2019 | 1  | 1  | 1  | 1  | 1  | 1  | 1  | 1  | 1   | 1  | - : 2× Platina - : 2× Platina - : Ouro - : Ouro - : Platina - : Platina - : Platina                                                                                               | Shawn Mendes          |
| "Wonder"                                                                                                  | 2020 | 4  | 13 | 28 | 47 | 93 | 16 | 19 | 22 | 21  | 18 | | Wonder                |
| "—" denota um single que não foi lançado no território ou não conseguiu entrar na tabela musical do país. |      |    |    |    |    |    |    |    |    |     |    | |                       |

### Como artista convidado
| Título                                                              | Ano  | Melhores posições nas tabelas | Melhores posições nas tabelas | Melhores posições nas tabelas | Melhores posições nas tabelas | Certificações | Álbum                         |
| Título                                                              | Ano  | AUS                           | IRL                           | NZL                           | UK                            | Certificações | Álbum                         |
| ------------------------------------------------------------------- | ---- | ----------------------------- | ----------------------------- | ----------------------------- | ----------------------------- | ------------- | ----------------------------- |
| "Oh Cecilia (Breaking My Heart)" (The Vamps featuring Shawn Mendes) | 2014 | 46                            | 42                            | 13                            | 9                             | - : Prata     | Meet the Vamps                |
| "Lover (Remix)" (Taylor Swift com participação de Shawn Mendes)     | 2019 | —                             | —                             | —                             | —                             | - : Ouro      | Não adicionado à nenhum álbum |

### Singles promocionais
| "A Little Too Much"                                                                                       | 2015 | 74 | — | —  | 119 | 94 | - : Ouro - : Ouro | Handwritten                   |
| "Never Be Alone"                                                                                          | 2015 | 49 | — | —  | —   | —  | - : Ouro          | Handwritten                   |
| "Kid in Love"                                                                                             | 2015 | 69 | — | —  | —   | —  |                   | Handwritten                   |
| "Believe"                                                                                                 | 2015 | —  | — | —  | —   | —  |                   | Descendants                   |
| "Ruin" | 2016 | 68 | — | —  | —   | —  |                   | Illuminate                    |
| "Three Empty Words"                                                                                       | 2016 | —  | — | —  | —   | —  |                   | Illuminate                    |
| "Don't Be a Fool"                                                                                         | 2016 | —  | — | 82 | —   | —  |                   | Illuminate                    |
| "Under Pressure" (com participação de teddy<3)                                                            | 2018 | —  | — | —  | —   | —  |                   | Não adicionado à nenhum álbum |
| "Intro"                                                                                                   | 2020 | —  | — | —  | —   | —  |                   | Wonder                        |
| "—" denota um single que não foi lançado no território ou não conseguiu entrar na tabela musical do país. |      |    |   |    |     |    |                   |                               |

## Outras canções que entraram nas tabelas
| "The Weight"                                                                                              | 2014 | 76  | —  | —  | —  | —  | — | —  | - : Ouro    | Handwritten  |
| "Air" (com participação de Astrid S)                                                                      | 2015 | —   | —  | —  | —  | 40 | — | —  | - : Platina | Handwritten  |
| "No Promises"                                                                                             | 2016 | 68  | —  | —  | —  | —  | 7 | 84 |             | Illuminate   |
| "Honest"                                                                                                  | 2016 | —   | —  | —  | —  | —  | 8 | —  |             | Illuminate   |
| "Like to Be You" (com participação de Julia Michaels)                                                     | 2018 | —   | 74 | 69 | 53 | —  | 4 | —  |             | Shawn Mendes |
| "Perfectly Wrong"                                                                                         | 2018 | —   | —  | —  | 86 | —  | — | —  |             | Shawn Mendes |
| "Fallin' All in You"                                                                                      | 2018 | 100 | 94 | 91 | 68 | —  | — | —  |             | Shawn Mendes |
| "Mutual"                                                                                                  | 2018 | —   | —  | —  | 73 | —  | — | —  |             | Shawn Mendes |
| "Because I Had You"                                                                                       | 2018 | —   | —  | —  | 82 | —  | — | —  |             | Shawn Mendes |
| "Particular Taste"                                                                                        | 2018 | —   | —  | —  | 83 | —  | — | —  |             | Shawn Mendes |
| "Queen"                                                                                                   | 2018 | —   | —  | —  | 90 | —  | — | —  |             | Shawn Mendes |
| "Why" | 2018 | —   | —  | —  | 95 | —  | — | —  |             | Shawn Mendes |
| "When You're Ready"                                                                                       | 2018 | —   | —  | —  | 98 | —  | — | —  |             | Shawn Mendes |
| "Ballin Flossin" (Chance the Rapper com participação de Shawn Mendes)                                     | 2019 | 96  | —  | —  | —  | —  | — | —  |             | The Big Day  |
| "—" denota um single que não foi lançado no território ou não conseguiu entrar na tabela musical do país. |      |     |    |    |    |    |   |    |             |              |

## Vídeos musicais
| Obra                              | Ano                    | Outro(s) artista(s)    | Diretor(es)            |                        |
| Como artista principal            | Como artista principal | Como artista principal | Como artista principal | Como artista principal |
| --------------------------------- | ---------------------- | ---------------------- | ---------------------- | ---------------------- |
| “Something Big”                   | 2014                   | Nenhum                 | Jon Jon Augustavo      |                        |
| “A Little Too Much”               | 2015                   | Nenhum                 | Blayre Ellestad        |                        |
| “Never Be Alone”                  | 2015                   | Nenhum                 | Jon Jon Augustavo      |                        |
| “Life of the Party”               | 2015                   | Nenhum                 | Jon Jon Augustavo      |                        |
| “Aftertaste”                      | 2015                   | Nenhum                 | Jon Jon Augustavo      |                        |
| “Stitches”                        | 2015                   | Nenhum                 | Jay Martin             |                        |
| “Believe”                         | 2015                   | Nenhum                 | Justin Francis         |                        |
| “I Know What You Did Last Summer” | 2015                   | Camila Cabello         | Ryan Pallotta          |                        |
| “Treat You Better”                | 2016                   | Nenhum                 | Ryan Pallotta          |                        |
| “Ruin”                            | 2016                   | Nenhum                 | Ryan Pallotta          |                        |
| “Mercy”                           | 2016                   | Nenhum                 | Jay Martin             |                        |
| “There's Nothing Holdin' Me Back” | 2017                   | Nenhum                 | Jay Martin             |                        |
| “In My Blood”                     | 2018                   | Nenhum                 | Jay Martin             |                        |
| “Nervous”                         | 2018                   | Nenhum                 | Eli Russell Linnetz    |                        |
| “Lost In Japan”                   | 2018                   | Zedd                   | Jay Martin             |                        |
| “Youth”                           | 2018                   | Khalid                 | Anthony Mandler        |                        |
| “If I Can't Have You”             | 2019                   | Nenhum                 |                        |                        |
| “Señorita”                        | 2019                   | Camila Cabello         | Dave Meyers            |                        |
| Como artista convidado            |                        |                        |                        |                        |
| “Oh Cecilia (Breaking My Heart)”  | 2014                   | The Vamps              | Frank Borin            |                        |